# Aire urbaine d'Argentan
L'aire urbaine d'Argentan est une aire urbaine française constituée autour des quatre communes de l'unité urbaine d'Argentan. Composée de vingt-trois communes de l'Orne, elle comptait 24 610 habitants en 2016.

## Composition selon la délimitation de 2010
| Nom                    | Code Insee | Statut | Superficie (km2) | Population (dernière pop. légale) | Densité (hab./km2) |
| ---------------------- | ---------- | ------ | ---------------- | --------------------------------- | ------------------ |
| Argentan               | 61006      |        | 18,18            | 13 494 (2022)                     | 742                |
| Aubry-en-Exmes         | 61009      |        | 9,6              | 305 (2014)                        | 32                 |
| Aunou-le-Faucon        | 61014      |        | 6,69             | 247 (2022)                        | 37                 |
| Bailleul               | 61023      |        | 16,67            | 608 (2022)                        | 36                 |
| Boischampré            | 61375      |        | 46,4             | 1 173 (2022)                      | 25                 |
| Boissei-la-Lande       | 61049      |        | 7,11             | 109 (2022)                        | 15                 |
| Le Bourg-Saint-Léonard | 61057      |        | 9,25             | 421 (2014)                        | 46                 |
| Commeaux               | 61114      |        | 6,38             | 149 (2022)                        | 23                 |
| Fleuré                 | 61170      |        | 11,8             | 205 (2022)                        | 17                 |
| Fontenai-sur-Orne      | 61173      |        | 6,51             | 397 (2016)                        | 61                 |
| Goulet                 | 61194      |        | 9,3              | 415 (2015)                        | 45                 |
| Juvigny-sur-Orne       | 61212      |        | 3,3              | 119 (2022)                        | 36                 |
| Médavy                 | 61256      |        | 4,34             | 153 (2022)                        | 35                 |
| Montabard              | 61283      |        | 10,97            | 284 (2022)                        | 26                 |
| Montgaroult            | 61285      |        | 13,87            | 403 (2015)                        | 29                 |
| Moulins-sur-Orne       | 61298      |        | 9,14             | 309 (2022)                        | 34                 |
| Occagnes               | 61314      |        | 15,56            | 673 (2022)                        | 43                 |
| Sai                    | 61358      |        | 5,04             | 227 (2022)                        | 45                 |
| Sarceaux               | 61462      |        | 10,77            | 1 047 (2022)                      | 97                 |
| Sévigny                | 61472      |        | 7,67             | 309 (2022)                        | 40                 |
| Silly-en-Gouffern      | 61474      |        | 39,83            | 393 (2014)                        | 9,9                |
| Tanques                | 61479      |        | 6,22             | 157 (2022)                        | 25                 |
| Urou-et-Crennes        | 61496      |        | 7,03             | 753 (2014)                        | 107                |

### Évolution de la composition
- 1999 : 37 communes (dont 2 forment le pôle urbain)
- 2010 : 26 communes (dont 4 forment le pôle urbain)
  - Almenêches, Batilly, Brieux, Francheville, Loucé, Montmerrei, Nécy, Rônai, Sentilly, Tournai-sur-Dive, Villedieu-lès-Bailleul deviennent des communes multipolarisées (-11)
- 2015 : 23 communes (dont 4 forment le pôle urbain)
  - Marcei, Saint-Christophe-le-Jajolet, Saint-Loyer-des-Champs et Vrigny fusionnent pour former la commune nouvelle de Boischampré (-3)

## Caractéristiques en 1999
D'après la délimitation établie par l'INSEE, l'aire urbaine d'Argentan est composée de 37 communes, toutes situées dans l'Orne. 
2 des communes de l'aire urbaine font partie du pôle urbain, l'unité urbaine (couramment : agglomération) d'Argentan.
Les autres communes, dites monopolarisées, sont toutes des communes rurales.
En 1999, ses 27 387 habitants faisaient d'elle la 210e des 354 aires urbaines françaises.
L'aire urbaine d'Argentan appartient à l'espace urbain d'Alençon-Argentan.
Le tableau suivant détaille la répartition de l'aire urbaine sur le département (les pourcentages s'entendent en proportion du département) :
| Département | Communes | Communes (%) | Superficie (km²) | Superficie (%) | Population (1999) | Population (%) |
| ----------- | -------- | ------------ | ---------------- | -------------- | ----------------- | -------------- |
| Orne        | 37       | 7,3          | 378,04           | 6,2            | 27 387            | 9,3            |

En 2006, la population s’élevait à 26 096 habitants.